# ماثيو راو
ماثيو راو (من مواليد في تولوز ، فرنسا ) هو سائق سباقات بريطاني .

## حياة مهنية

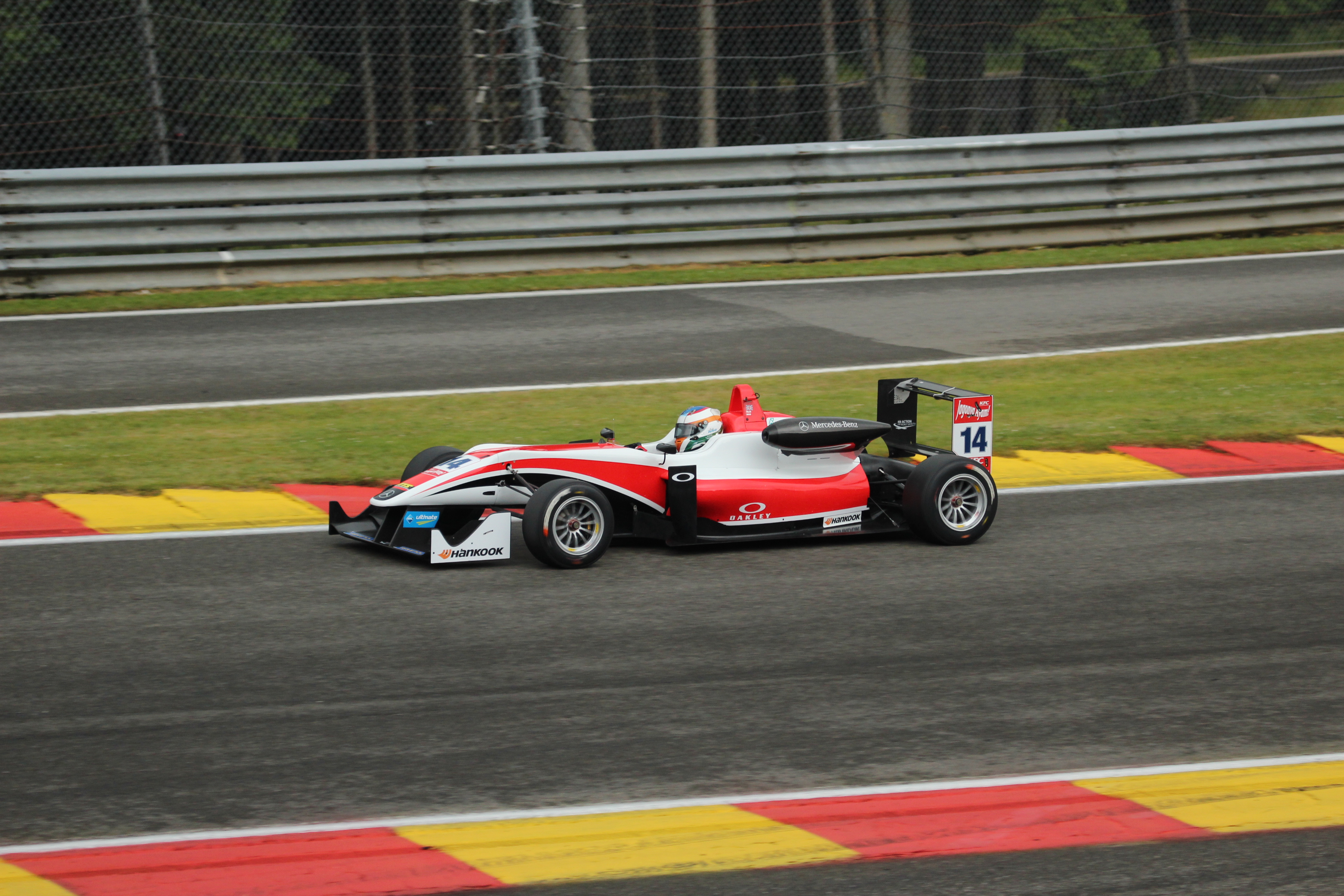
ماثيو راو في الفورمولا 3 على حلبة سبا فرانكورشان

في عام 2016، انضم ماثيو راو إلى فريق مانور موتورسبورت للمشاركة في بطولة التحمل العالمية التي ينظمها الاتحاد الدولي للسيارات بأكملها بين يدي سيارة Oreca 05 في فئة LMP2. هذا الموسم الأول، سواء للفريق أو لماثيو راو في هذه البطولة، لم يرق إلى مستوى التوقعات. وكانت أفضل نتيجة هي الحصول على المركز الثالث في 6 Hours of Spa ولكن لسوء الحظ، اضطرت السيارة إلى التوقف عن العمل في 4 مناسبات. وكانت المفاجأة السارة هي المشاركة في سباق لومان 24 ساعة والذي لم يكن مخططًا له في الأصل نظرًا لأن مانور موتورسبورت لم يتلق سوى دعوة واحدة. ولسوء الحظ، خرجت السيارة بسرعة كبيرة ولكن تجدر الإشارة إلى أنها كانت لا تزال في المقدمة خلال الساعات الأولى من 24 ساعة.